# Menden (Eitorf)
Menden war ein Ortsteil der Gemeinde Eitorf. Es handelte sich um einen Hof, der zwischen Lützgenauel und Bourauel nördlich der Sieg lag und zum Kloster Merten gehörte. Nach dessen Pachtverträgen waren die Pächter im 18. Jahrhundert Antonius, Johann und Peter Bourauel. 
Verzeichnet ist der Ort auf einer Karte von Erich Philipp Ploennies in der Topographie Ducatus Monanie (Karte Herzogtum Berg) aus dem Jahr 1715. Vor dem Bau der Siegstrecke und dem damit verbundenen Siegdurchstich 1860 erstreckte sich das Ackerland des Hofes bis zum Altarm Alte Sieg.